# Patric Andersson
För andra betydelser, se Patrik Andersson (olika betydelser).
Göran Patric Andersson, född 1 april 1979 i Varberg, är en svensk före detta fotbollsspelare.
Anderssons moderklubb är Långås IF, där han spelade fram till 1995. Året efter gick han till IFK Göteborg, där han spelade fram till 2000 innan han gick till AIK. Han gjorde sin debut i Allsvenskan för AIK den 9 april 2001, i en 2–0-förlust mot Malmö FF på bortaplan. Det första målet för klubben kom den 28 maj 2001 i en 2–0-hemmaseger mot BK Häcken, där Andersson gjorde 2–0-målet i 86:e minuten.
Under sommaren 2002 lämnade han AIK och återvände till IFK Göteborg. Han gick till BK Häcken 2005, där det dock inte blev mycket spel då han redan i den tredje omgången borta mot Kalmar FF slet av korsbandet i ena knät. Efter ett år var han tillbaks på fotbollsplanen igen, men nya skadebekymmer tvingades Andersson att avsluta sin karriär.